# Alexandra Cabot
 (mai 2024).
Si vous disposez d'ouvrages ou d'articles de référence ou si vous connaissez des sites web de qualité traitant du thème abordé ici, merci de compléter l'article en donnant les références utiles à sa vérifiabilité et en les liant à la section « Notes et références ».
Pour les articles homonymes, voir Cabot.
Alexandra Cabot est un personnage de fiction apparaissant dans la série télévisée New York, unité spéciale, interprété par l'actrice Stephanie March et doublé en version française par Dominique Vallée.

## Biographie
Elle rejoint l'unité spéciale pour les victimes à partir de l'épisode Le bien et le mal en tant que substitut du procureur et supervise parfois le travail de ses nouveaux collègues. C'est dans l'épisode Vivre dans l'enfer qu'il est révélé qu'Alex Cabot est diplômée à l'école de droit d'Harvard. Bien que Cabot compatit envers les victimes d'agression sexuelle, son code d'éthique juridique l'oblige parfois à prendre des décisions difficiles et émettre des jugements qui vont à l'encontre de ses sentiments personnels.
Elle se plie souvent aux règles en fonction de ses propres notions de justice et se retrouve quelquefois avec des résultats désagréables. Dans l'épisode Témoignage par procuration, Alex Cabot est suspendue un mois par le procureur, pour avoir menti à ses collègues concernant le mandat et permis à ces derniers de mener une perquisition illégale dans une affaire de pédophilie dont une victime a fait une tentative de suicide, alors que Cabot lui mettait la pression afin qu'elle témoigne contre son agresseur.
Dans l'épisode L'Affaire Cabot, la substitut du procureur est témoin dans une affaire dangereuse et est contrainte de fuir afin de ne pas être tuée par les tueurs du cartel de la drogue dont elle accuse un des principaux membres. Elle simule sa propre mort pour ne pas être retrouvée et sera protégée par les affaires internes.
Cabot fait son retour dans l'épisode La menace du fantôme (saison 6, épisode 16) où elle est appelée à témoigner contre Liam Connors, un homme qui a assassiné la famille d'Antonio et est accusé de la tentative d'assassinat sur cette dernière. Elle réintègre l'unité spéciale des victimes comme substitut du procureur dans l'épisode Silence de plomb (saison 10, épisode 15). Elle est, plus tard, rappelée à l'unité spéciale des victimes pour remplacer Sonia Baxton, envoyée en cure de désintoxication après son fiasco dans un procès au cours de l'épisode Meurtre en état d'ivresse. À la fin de l'épisode Le témoin clé (saison 11, épisode 16), après avoir permis à Mme Nardelli d'obtenir un visa US grâce à son témoignage dans une affaire de viol, Alexandra Cabot décide de prendre un congé sabbatique et rejoint la Cour pénale internationale afin d'aider les victimes de violence sexuelle dans les zones de conflit.
Alexandra Cabot sera la procureure principale de la saison 13 après le départ d'Elliot Stabler, apparaissant dans sept épisodes.